# コピーライター養成講座
コピーライター養成講座（コピーライターようせいこうざ）は宣伝会議が主催する、1957年に開校したコピーライター・広告クリエイターの養成機関。
通称「CAC」（Copywriter Academy Courseの略。ネーミングはコピーライターの眞木凖）

## 概要
広告会社・制作会社の社員研修として若手コピーライター・CMプランナーが通学することで知られ、広告業界外から広告業界への就職や転職を志望する学生・社会人、企業で広報・販促物の制作に携わる社会人などで修了生はのべ5万人を超える。
年2回開校し2017年で60周年をむかえるにあたり、開校期数は2017年秋コースで113期。
通学によって学ぶことを重視しており、基礎コースは全40回の講義を座学＋課題講評を通じて行う。広告会社・制作会社の経営者・人事担当者の声を基に構成されたカリキュラムでは、広告ビジネスやマーケティングの中での広告コピーの働きに対する理解も含めた、コピーライティングの方法を教える。
東京教室のほか、名古屋教室（年1回）、大阪教室、福岡教室（年1回）、金沢教室（年1回）、札幌教室（隔年）がある。

### コース編成
コースは若手コピーライターや、学生や転職希望者を含むコピーライター志望者、企業のマーケティング・広報担当者が通い、コピーライティングの基本や広告ビジネスの基本を習得する「基礎コース」にはじまり、基礎コースの修了生または経験5年未満のコピーライターがスキルアップを目指す「上級コース」、特定のコピーライターに師事する形でコピーを繰り返し書き指導を受ける現役コピーライター向けの「専門コース」、キャッチフレーズのみならず中長文のボディコピーを書く「ボディコピーコース」、そのほか、求人・人材業界やヘルスケア、BtoBなど業界に特化したコピーを学ぶコースなど。

### 卒業生
コピーライターの糸井重里、仲畑貴志、秋山晶、児島令子、太田恵美、中村禎、谷山雅計、神谷幸之助、こやま淳子などは卒業生。また、コピーライターだけでなく、作詞家の阿久悠、小説家の林真理子、中島らも、原田宗典、宮本輝、歌人の枡野浩一など著名人を輩出。また東京コピーライターズクラブが主催するTCC新人賞の受賞者にも修了生が多く占める。

### 卒業制作
広告業界において「クライアント」と呼ばれる、広告会社・制作会社に発注する側の事業会社の宣伝部やマーケティング部などの担当者が講義に登壇し、広告制作のオリエンを実施。受講生はオリエンを受けて講師からの指導を受けつつ課題解決のためのコピーを書き、卒業制作として提出する。優秀賞を獲ったコピーは実際に広告に起用されることも。

### 金の鉛筆
講座で複数回出題される課題を、プロのコピーライターである講師が評価。100名以上の受講生の中で上位10位以内に入った受講生に送られる鉛筆。鉛筆の端には数字（順位）が入っているものと、そうでないものがある。金の鉛筆を複数獲る受講生は、その期の講座受講生全体の中でも評判になる。

## 講師
- 仲畑貴志
- 谷山雅計
- 児島令子
- 山﨑隆明
- 中島信也
- 黒田秀樹
- 磯島拓矢
- 岡本欣也
- 渡辺潤平
- 篠原誠
- 中村禎
- 澤本嘉光
- 東畑幸多
- 一倉宏
- 佐々木宏
- 山本高史
- 阿部光史
- 笠原千昌
- 梅田悟司
- 小薬元
- 阿部広太郎
- 玉山貴康
- 安田健一
- 下東史明
- 大八木翼
- 岩崎亜矢

## 広告

### 駅貼ポスター
春・秋のシーズン毎に主要駅で展開される広告のビジュアルには、ブレイク寸前でこれからの活躍が期待されるモデルが起用される。
- 入来茉里（2011年春）
- 佐津川愛美（2011年秋）
- 一双麻希（2012年春）
- 山崎紘菜（2012年秋）
- 小芝風花（2013年春）
- 高畑充希（2013年秋）
- 優希美青（2014年春）
- 佐野ひなこ（2014年秋）
- 武藤十夢／AKB48（2015年春）
- 大野いと（2015年秋）
- 山田朱莉／夢みるアドレセンス（2016年春）[7]
- 八木莉可子（2016年秋）
- 中村ゆりか（2017年春）
- 志田友美／夢みるアドレセンス（2017年秋）
- 髙橋ひかる（2018年春）
- 福本莉子（2018年秋）
- 横田真悠（2019年春）
- 飯窪春菜（2019年秋）
- 京佳（2020年春）
- 山之内すず（2020年秋）
- 吉村界人（2021年夏）
- 志田彩良（2022年春）

### TVCM
- 宣伝会議 コピーライター養成講座 2013年春 大阪教室 「キッチン」篇・「ソファ」篇・「コタツ篇」
- 宣伝会議 コピーライター養成講座 2013年春 大阪教室 「自動車」篇・「鏡」篇・「マッサージチェア篇」
- 宣伝会議 コピーライター養成講座 2021年春 福岡教室 「万引き防止ポスター」篇（ACC　ブロンズ受賞）